# Бадени (Јаши)
Бадени (рум. Bădeni) насеље је у Румунији у округу Јаши у општини Скобинци. Oпштина се налази на надморској висини од 125 m.

## Становништво
Према подацима из 2002. године у насељу је живело 1319 становника, од којих су сви румунске националности.